# ASD Reggio Calabria
A Reggina Calcio egy olasz futball klub Reggio Calabriában. A klubot 1914-ben alapították, a 27 763 férőhelyes Oreste Granillo Stadionban játsszák hazai meccseiket. A klub beceneve amaranto (sötét-vörösek), utalva a mezük színére.

## Története
A klubot 1914. január 1-jén alapították Unione Sportiva Reggio Calabria néven, majd mindig átkeresztelték másra (Società Calcistica Reggio, Reggio Foot Ball Club, Associazione Sportiva Reggina, Società Sportiva La Dominante), mignem 1984-től a mai nevüket használják.
Több éves élvonalbeli tagság után a 2008-2009-es szezon végén kiesett a csapat a Serie A-ból. A 2013-2014-es idény végén a Reggina kiesett a második vonalból is, így a 2014-2015-ös szezont a harmadosztályban kezdhették meg. A 2015-2016-os szezont már a negyedosztályban töltötte a klub.

## Játékoskeret
2009. március 24-ei állapot alapján
| #  |             | Poszt | Név                                              |
| -- | ----------- | ----- | ------------------------------------------------ |
| 1  | olaszország | K     | Christian Puggioni                               |
| 2  | izland      | KP    | Emil Hallfreðsson                                |
| 3  | olaszország | V     | Andrea Costa                                     |
| 4  | olaszország | KP    | Emmanuel Cascione                                |
| 5  | olaszország | V     | Bruno Cirillo                                    |
| 7  | olaszország | KP    | Luca Vigiani                                     |
| 8  | Paraguay    | KP    | Edgar Barreto                                    |
| 9  | olaszország | CS    | Bernardo Corradi                                 |
| 10 | olaszország | CS    | Francesco Cozza                                  |
| 11 | olaszország | CS    | Fabio Ceravolo                                   |
| 14 | olaszország | V     | Antonio Giosa                                    |
| 16 | Uruguay     | V     | Carlos Adrián Valdez                             |
| 17 | olaszország | KP    | Antonino Barillà                                 |
| 18 | szerbia     | CS    | Đorđe Rakić (kölcsönben a Red Bull Salzburg-tól) |

| #  |             | Poszt | Név                                        |
| -- | ----------- | ----- | ------------------------------------------ |
| 19 | Szlovákia   | V     | Matej Krajčík                              |
| 20 | Uruguay     | V     | Pablo Álvarez                              |
| 21 | olaszország | KP    | Nicolas Viola                              |
| 26 | olaszország | K     | Pietro Marino                              |
| 30 | olaszország | K     | Andrea Campagnolo                          |
| 33 | Brazil      | V     | Santos                                     |
| 35 | Chile       | KP    | Carlos Carmona                             |
| 40 | Nigéria     | KP    | Daniel Adejo                               |
| 55 | olaszország | V     | Maurizio Lanzaro                           |
| 77 | olaszország | KP    | Alessio Sestu (kölcsönben a Avellino-tól)  |
| 81 | olaszország | CS    | Franco Brienza                             |
| 86 | Uruguay     | CS    | Christian Stuani                           |
| 88 | olaszország | KP    | Davide Di Gennaro (kölcsönben a Genoa-tól) |

## Kölcsönben lévő játékosok
| # |             | Poszt | Név                                            |
| - | ----------- | ----- | ---------------------------------------------- |
|   | olaszország | KP    | Luca Tognozzi (kölcsönadva a Brescia-hoz)      |
|   | olaszország | V     | Francesco Cosenza (kölcsönadva a Avellino-hoz) |
|   | Románia     | KP    | Jonis Khoris (kölcsönadva a Ravenna-hoz)       |
|   | Brazil      | CS    | Joelson (kölcsönadva a Pisa-hoz)               |
|   | olaszország | KP    | Simone Missiroli (kölcsönadva a Treviso-hoz)   |
|   | olaszország | KP    | Ivan Castiglia (kölcsönadva a Cittadella-hoz)  |
|   | olaszország | K     | Giuseppe Saraò (kölcsönadva aMonopoli-hoz)     |

| # |              | Poszt | Név                                               |
| - | ------------ | ----- | ------------------------------------------------- |
|   | olaszország  | KP    | Leonardo Gatto (kölcsönadva a Monopoli-hoz)       |
|   | Anglia       | V     | Kris Thackray (kölcsönadva a Monopoli-hoz)        |
|   | Dánia        | CS    | Mike Tullberg (kölcsönadva a Hearts-hez)          |
|   | Magyarország | KP    | Szatmári Lóránd (kölcsönadva a Monopoli-hoz)      |
|   | Paraguay     | CS    | José Montiel (kölcsönadva a Politehnica Iaşi-hoz) |
|   | olaszország  | V     | Antonio Rizzo (kölcsönadva a Cremonese-hoz)       |

## Híres játékosok
- Nicola Amoruso
- Rolando Bianchi
- Emiliano Bonazzoli
- Benito Carbone
- Aimo Stefano Diana
- David Di Michele
- Davide Dionigi
- Martin Jiránek
- Mohamed Kallon
- Giandomenico Mesto
- Mozart
- Shunsuke Nakamura
- Carlos Humberto Paredes
- Simone Perrotta
- Andrea Pirlo
- Massimo Taibi
- Jorge Vargas
- Damian Álvarez
- Pasquale Foggia
- Marco Caneira
- Cristiano Zanetti